# 아르곤네역
아르곤네역 (Argonne)은 밀라노 지하철 4호선의 역이다.

## 역사
2015년 1월 19일, 4호선 공사 작업을 수행할 건설사 컨소시엄에 지하철역 부지가 넘겨졌다.
2015년 2월 2일 지상도로 지표면 가설과 함께 본격적인 공사가 시작됐다. 2017년 4월 1일 터널굴착기를 이용한 공사가 완료되어 세레니 공장을 거쳐 스타치오네 포를라니니역과 연결되었다.
2022년 11월 26일 4호선 첫 구간 개통과 함께 문을 열었다.

## 환승
밀라노 교통공사에서 운영하는 대중교통 노선 (트롤리버스, 버스)도 역 근처에 정차한다.
- 트롤리버스 정류장 (Largo Porto di Classe, 93번)
- 버스 정류장

## 역 시설
역내에는 다음과 같은 시설이 있다.
- 장애인 통행시설
- 엘리베이터
- 에스컬레이터
- 매표기
- CCTV
- 화장실